# Kim Chae-won
Dans ce nom coréen, le nom de famille, Kim, précède le nom personnel.
Pour les articles homonymes, voir Kim.
Cet article concerne auteure. Pour chanteuse, voir Kim Chaewon.
Kim Chae-won (hangeul : 김채원), née le 13 décembre 1946 à Deokso (Namyangju) dans la province de Gyeonggi, est une auteure sud-coréenne connue pour son écriture surréaliste et portée sur le rêve.

## Biographie
Kim Chae-won est née à Deokso dans la province de Gyeonggi en 1946. Elle a étudié d'abord la peinture à l'université des femmes Ewha à Séoul. Elle est la fille du poète Kim Dong-hwan, l'un des fondateurs de la poésie moderne en Corée du Sud (notamment avec son poème Nuit à la frontière (Gukgyeong-ui bam)) et de Choi Jeonghui, célèbre romancière. Kim Chae-won a été élevée avec sa grande sœur  par sa mère après que son père a été enlevé par le gouvernement nord-coréenne à la suite du chaos de la Guerre de Corée. Sa sœur aînée, Kim Ji-won, est aussi romancière. Toutes les deux ont reçu le prestigieux prix Yi Sang. Elles ont aussi collaboré ensemble à l'écriture des recueils de nouvelles : Une maison au loin, une mer au loin (Meon jip, meon bada) et La maison, elle n'est pas là (Jip, geu yeojaneun geogi-e eopda). L'absence du père durant l'enfance a directement influencé son travail : elle revient assez largement sur cet épisode de sa vie et présente son père comme victime de l'histoire tragique de la Corée. Cette absence pèse de plus en plus sur les membres de la famille, qui eux aussi, deviennent victimes des affres de la guerre. Elle raconte notamment comment cette absence peut être surmontée et sublimée. Cette quête est souvent présentée sous formes d'hallucinations ou de rêveries.

## Œuvre
Elle a fait ses débuts littéraires en 1975 avec la publication de Salutations de nuit (Bam insa) dans la revue Littérature contemporaine (Hyundae Munhak). On compte parmi ses récits les plus connus La main de la lune (Darui son), La maison de glace (Eoreum jip), Lune de miel (Mirwol), Un chapeau vert (Chorok bit moja), Le journal dans la montagne (Sanjung ilgi), Le souffle de mai (Oworui sumgyeol), Fantaisie d'été (Yeoreumui hwan), ou encore Une chanson sans paroles (Mu-eon-ga). 
Cette écriture est une écriture de la confidence écrite à la première personne, portant un regard très subjectif sur les choses. Ses personnages se sentent souvent démunis et perdus dans la juxtaposition de leur présent et de leur mémoire, un branchement évoqué de manière implicite et métaphorique plutôt que de manière directe. 

## Distinction
Prix littéraire Yi Sang pour Fantaisie d'hiver (Gyeo-ul hwan) en 1989.